# Stará Lehota
Stará Lehota (allemand : Altlehota, hongrois : Szentmiklósvölgye) est un village de Slovaquie situé dans la région de Trenčín.

## Histoire
La première mention écrite du village date de 1348.

## Démographie

### Évolution de la population
| Année:               | 1994. | 2004.    | 2014.    | 2024.    |
| -------------------- | ----- | -------- | -------- | -------- |
| Nombre de personnes: | 294   | 263      | 215      | 176      |
| Différence:          |       | -10,54 % | -18,25 % | -18,13 % |

| Année:               | 2023. | 2024.   |
| -------------------- | ----- | ------- |
| Nombre de personnes: | 177   | 176     |
| Différence:          |       | -0,56 % |